# Pere Meroño Cadena
Pere Meroño Cadena (Barcelona, 14 de maig de 1959 - Barcelona, 26 de novembre de 2022) fou periodista, bloguer i des del 1995 també escriptor. El seu estil narratiu es va centrar sobretot en la redacció de biografies, reportatges i assaigs històrics en català.
A Esbossos (1995), la seva primera immersió literària, l'autor compartia tres textos de prosa narrativa juntament amb altres narradors, ja que es tracta d'una obra col·lectiva a diverses mans.
Posteriorment, el 1997, Meroño va publicar Josep Pallach, 1920-1977, història d'un líder (Edicions 62), llibre al qual van succeir Història del sindicalisme nacional als Països Catalans, 1958-1989 (El Mèdol, 2001), Román, l'home que va organitzar el PSUC (Fundació Pere Ardiaca, 2005) i El goig de viure, biografia de Montserrat Roig (Publicacions de l'Abadia de Montserrat, 2005).
Productes d'autoedició, van venir després El crim del caixer automàtic (2008), publicat tant en català com en castellà, i CAT'06. La nit dels somriures glaçats (2009).
També fou coautor de Joan Comorera torna a casa (Pòrtic, 2009) i de Canigó, setmanari d'informació general del Països Catalans (Publicacions de l'Abadia de Montserrat, 2011).
El seu darrer llibre: Historia de Bandera Roja, 1968-1989. Editorial Gregal. Barcelon 2019. Segurament es va publicar sense que pogués corregir el manuscrit sobre el qual treballava.